# Барген (Шаффгаузен)
Барген (нім. Bargen SH) — громада  в Швейцарії в кантоні Шаффгаузен, округ Шаффгаузен.

## Географія
Громада розташована на відстані близько 130 км на північний схід від Берна, 11 км на північ від Шаффгаузена.
Барген має площу 8,3 км², з яких на 4,6% дозволяється будівництво (житлове та будівництво доріг), 27,7% використовуються в сільськогосподарських цілях, 67,5% зайнято лісами, 0,2% не є продуктивними (річки, льодовики або гори).

## Демографія
2019 року в громаді мешкало 312 осіб (+20,5% порівняно з 2010 роком), іноземців було 23,1%. Густота населення становила 38 осіб/км².
За віковим діапазоном населення розподілялося таким чином: 11,2% — особи молодші 20 років, 71,5% — особи у віці 20—64 років, 17,3% — особи у віці 65 років та старші. Було 147 помешкань (у середньому 2,1 особи в помешканні).
Із загальної кількості 89 працюючих 22 було зайнятих в первинному секторі, 10 — в обробній промисловості, 57 — в галузі послуг.